# Никола Мелник
Никола Николајевич Мелник (укр. Микола Миколайович Мельник, рус. Николай Николаевич Мельник; Кијевска област, СССР, 17. децембар 1953 — Аликанте, Шпанија, 26. јул 2013) био је совјетско-украјински пробни пилот и Чернобиљски ликвидатор. Преминуо је 26. јула 2013. године у Аликанту од леукемије.

## Чернобиљски ликвидатор
Прва мисија након Чернобиљске катастрофе  је било да постави сензоре мерења радијације код отвореног реактора помоћу канапа дугог 200 метара помоћу хеликоптера. Касније је постављао сензоре мерења темпаратуре, неутронског лукса и услова зрачења. Имао је 42 лета у укупном трајању од 52 сата. На дужности у Чернобиљу био је у периоду од 20. маја до 9. септембра 1986. године. За своја дела награђен је медаљом Златна звезда, орденом Лењина и постао је херој Совјетског Савеза (највише одликовање у СССР).

## Након Чернобиља
Године 1993. основао је теретну авиокомпанију са бугарским партнером, али су је затворили већ 1995. године. Те 1995. године напушта Украјину и одлази у Шпанију са породицом. У Шпанији је радио у компанији Helicopteros Del Sureste и обучио је 25 пилота. Имао је 13.400 часова летења, од тога 3.000 у Шпанији.